# 아이세라
아이세라(Icera)는 엔비디아가 통신칩 제조 기업인 아이세라(icera)를 인수 합병한 이후에 만든 LTE 통합SoC이다. (Kal-El[또는 Kal-El+] 에 LTE기능을 추가한 SoC)